# Cantone di Cagnes-sur-Mer-1
Il Cantone di Cagnes-sur-Mer-1 è una divisione amministrativa dell'arrondissement di Grasse.
È stato costituito a seguito della riforma approvata con decreto del 24 febbraio 2014, che ha avuto attuazione dopo le elezioni dipartimentali del 2015.

## Composizione
Comprende parte della città di Cagnes-sur-Mer.